# Antti Sarpila

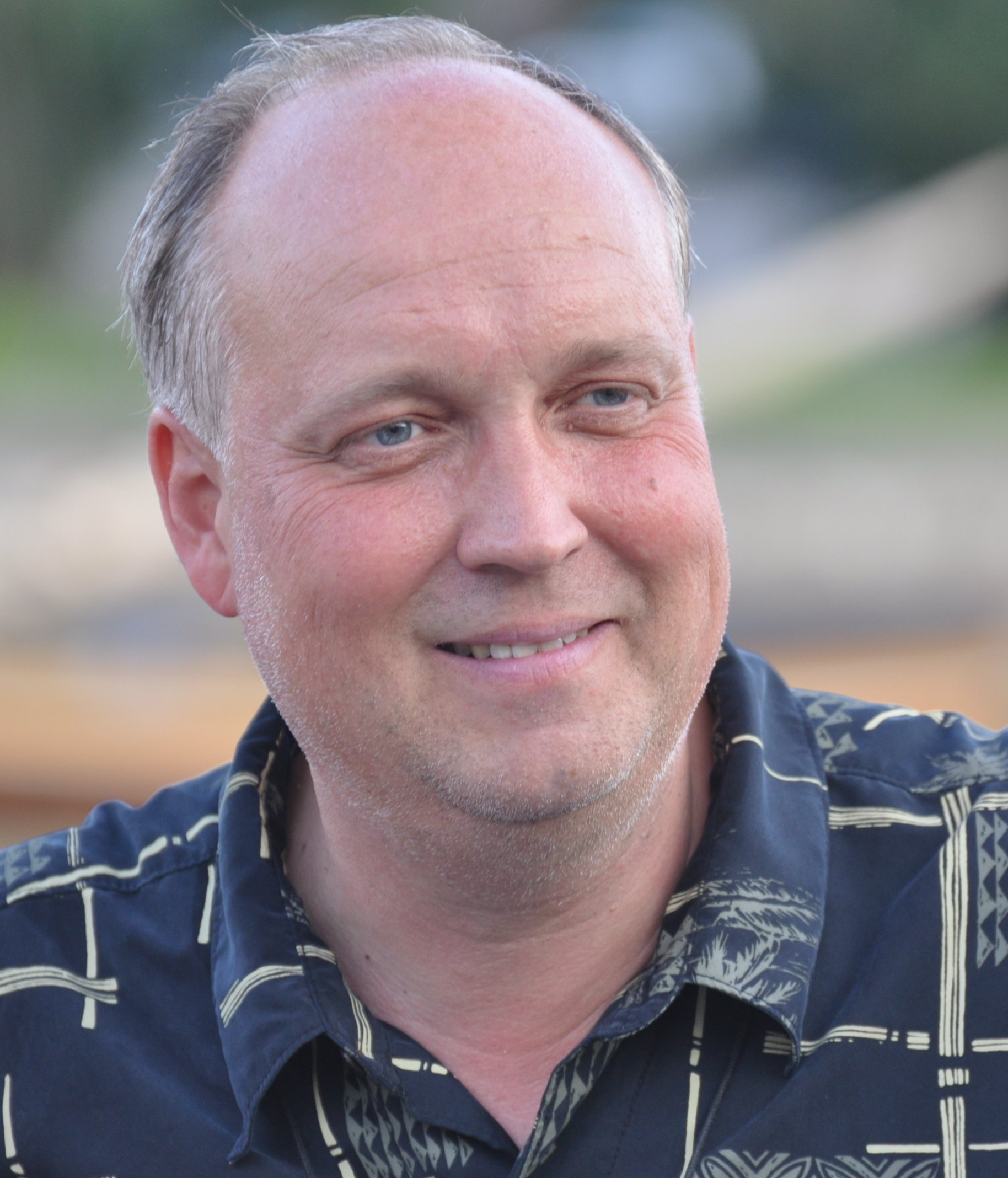
Antti Sarpila.

Antti Juhani Sarpila, född 11 juni 1964 i Helsingfors, är en finländsk jazzmusiker. 
Jazzintresset kom hemifrån; fadern, klarinettisten och saxofonisten Kari Sarpila var en av initiativtagarna till festivalen Pori Jazz, och sonen spelade i tonåren i Pori Big Bands saxofonsektion. Vid Pori Jazz 1980 träffade Sarpila den amerikanske klarinettisten Bob Wilber, som kom att få stor betydelse för honom som lärare och mentor. Bland annat inviterade Wilber honom att uppträda på Benny Goodmans minneskonsert i Carnegie Hall i New York 1988. Efter hemkomsten från en första studieperiod med Wilber i USA 1981 inriktade sig Sarpila på att bli yrkesmusiker. år 1982 bildade han tillsammans med äldre finländska tradjazzmusiker gruppen Antti Sarpila-Pentti Lasanen Swing Band, som med framgång har spritt swingens glada budskap såväl i Finland som i Skandinavien och USA. Klarinettistens område är New Orleans- och swingepokens jazzmusik, och han räknas idag till de främsta klarinettisterna inom genren också internationellt. Han har även arbetat med större ensembler, såsom UMO Jazz Orchestra och med mer modernt orienterade jazzmusiker, bland andra Severi Pyysalo.